# حمزة حميد باشا الطوقي
حمزة حميد باشا الطوقي (بالتركية: Hamza Hâmid Paşa)‏ كان الصدر الأعظم للدولة العثمانية في الفترة ما بين 11 أبريل 1763 حتى 29 سبتمبر 1763. تُوفي في 1770 بمدينة مكة.